# Берег Лассітера
Берег Лассітера (англ. Lassiter Coast) — частина східного узбережжя Антарктичного півострова в західній Антарктиди, лежить між мисом Макінтош на півночі і шельфових льодовиком Фільхнера на півдні.
Протяжність берега становить близько 240 км. Велика частина території зайнята шельфовими і вивідними льодовиками, а також материковим льодовиковим покривом. У деяких місцях піднімаються вершини нунатаків — окремих гір висотою до 1800 м. Берег Лассітер цілий рік блокований  льодами які дрейфують у морі Ведделла.
Берег був відкритий і обстежений американськими антарктичними експедиціями 1940 і 1947 років. Назву берегу було дано на честь одного з учасників експедиції 1947 Джеймса Лассітер — пілота, який виконав значні аерофотознімальні роботи.